# Hanns Ferdinand Josef Kropff
Hanns Ferdinand Josef Kropff (* 7. August 1882 in Gablonz, Österreich-Ungarn; † 6. Mai 1963) war Hochschullehrer für Wirtschaftswerbung an der Universität Frankfurt am Main. Er gilt als einer der ersten Vertreter der Werbelehre an deutschen Hochschulen.

## Biographie
Kropff wurde in Gablonz als Sohn eines Prager Universitätsprofessors geboren. Er begann 1901 seine Studiumslaufbahn und besuchte die Universitäten München, Berlin, Leipzig und Wien. 1908 beendete er seine Studien und begann seine Arbeit in der Werbung. Ab 1913 war er Leiter der Werbeabteilung der Leonhard Tietz AG und ab 1919 also Berater von deutschen und österreichischen Konzernen. Später war er Gutachter für öffentliche Verwaltungen. 1916 gründete er das erste Werbeseminar an der Universität Köln, welches er bis 1919 leitete. Kropff schuf für eine Leipziger Kosmetikfirma das „Elida-Girl“ und organisierte den „Georg-Schlicht-Preis“ um das „schönste deutsche Frauenporträt 1928“. 1929 hielt er die Vorlesung Psychologie für Gebrauchsgraphiker an der Kunstakademie Dresden, was seinen Wandel von der künstlerischen Betrachtung der Werbung zur psychologischen zeigt. 1936 erhielt er an der Hochschule für Welthandel Wien einen Lehrauftrag für Psychologie der Reklame, welcher später um Theorie und Technik der Reklame erweitert wurde. Kropff beantragte am 15. April 1940 die Aufnahme in die NSDAP und wurde zum 1. Juli desselben Jahres aufgenommen (Mitgliedsnummer 8.450.817). Sein Lehrauftrag endete 1945.
1949 wurde er Leiter des werbewissenschaftlichen Instituts München, welches er 1954 aufgab als er an der Universität Frankfurt am Main ab dem Wintersemester einen Lehrauftrag für Werbewesen erhielt. Am 8. April 1954 wurde er zum Honorarprofessor ernannt. Er lehrte in Frankfurt bis zum Sommersemester 1961.

## Werke
- Werkübersicht in Werbewissenschaftliches Referatblatt, Anzeiger der Deutschen Werbewissenschaftlichen Gesellschaft, Heft 1, Juni 1963, Stuttgart, S. 16–19
- Wie werde ich Reklamechef, 1926
- Die Psychologie der Reklame als Mittel zur Bestgestaltung des Entwurfs, 1934
- Totalität der Werbung 1939
- Die psychologische Seite der Verbrauchsforschung, 1941
- Wörterbuch der Werbung, 1959
- Angewandte Psychologie und Soziologie in Werbung und Vertrieb, 1960

## Quelle
- Banse, Karl, 1963, Mitteilungen – Hans F.J. Kropff, in ZfhF, S. 607–608